# Centropyge vrolikii

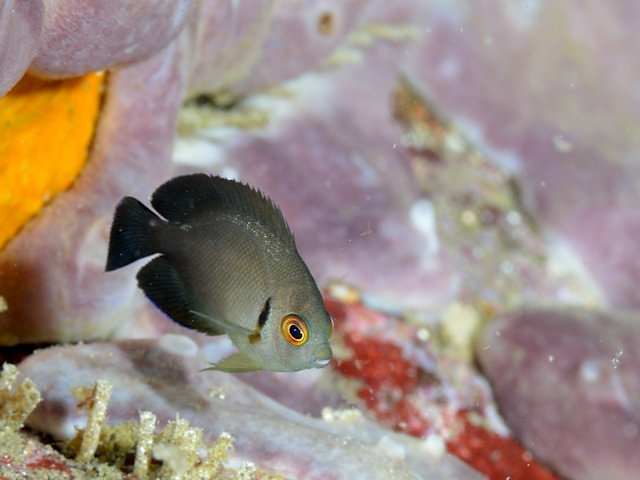
Ejemplar en Izu, Japón

El pez ángel enano Centropyge vrolikii es un pez marino, de la familia de los Pomacanthidae. 
Su nombre común en inglés es Pearl-scaled angelfish, o pez ángel escamado perla. Es una especie ampliamente distribuida, común, y con poblaciones estables en su rango de distribución geográfica. Frecuentemente exportada para el mercado de acuariofilia, lo que no supone una merma significativa para su población.

## Morfología
Posee la morfología típica de su género, cuerpo ovalado y comprimido lateralmente, y aletas redondeadas. La coloración base de cabeza, parte anterior del cuerpo y aletas es marrón claro grisáceo, volviéndose negruzco en el tercio posterior. Tiene una mancha distintiva naranja, alargada e irregular, en la base de las aletas pectorales. Los ojos están rodeados de un anillo naranja. Los bordes submarginales de las aletas caudal, anal y dorsal son azul eléctrico claro. 
Tiene 14 espinas y 15-16 radios blandos dorsales; 3 espinas y 16-17 radios blandos anales. Cuenta con 24 vértebras.
Alcanza los 12 cm de largo.

## Hábitat y comportamiento
Esta especie está asociada a arrecifes y es clasificada como no migratoria. Su rango de profundidad está entre 1 y 25 metros, aunque se reportan localizaciones hasta los 35 metros, y en un rango de temperatura entre 25.70 y 29.33 °C.
Habitan lagunas y arrecifes exteriores, en áreas ricas en corales. Ocasionalmente en canales con corrientes, mayoritariamente en aguas poco profundas.
Ocurre solitario o en pequeños harenes de un macho y varios individuos hembra.
La librea de los juveniles de la especie de pez cirujano Acanthurus pyroferus puede mimetizar en una similar a la de C. vrolikii, como estrategia defensiva.

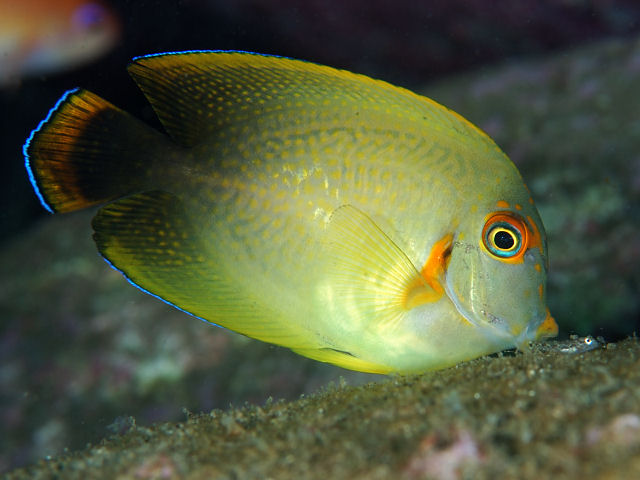
Ejemplar juvenil de A. pyroferus mimetizado de C. vrolikii

## Distribución geográfica
Se distribuye en el océano Indo-Pacífico, siendo especie nativa de Australia (Lord Howe Is.); Camboya; China; Filipinas; Guam; Indonesia; Japón; Kiribati; Malasia; islas Marianas del Norte; islas Marshall; Micronesia; Nauru; isla Navidad; Nueva Caledonia; Palaos; Papúa Nueva Guinea; islas Salomón; Singapur; Tailandia; Taiwán (China); Tonga; Tuvalu; Vanuatu y Vietnam.

## Alimentación
Es principalmente herbívoro, aunque se nutre también de ascidias y pólipos de corales duros.

## Reproducción
Son dioicos, ovíparos, de fertilización externa, y no cuidan sus alevines. Son monógamos y se emparejan de por vida.
Como todas las especies de Centropyge estudiadas al respecto hasta la fecha, son hermafroditas protoginicas, esto significa que todos nacen hembras, y a un dado momento, se transforman en machos. Se organizan en harenes de un macho y varias hembras.
Forma híbridos con las especies emparentadas C. eibli o C. flavissima, cuando coinciden en territorios.

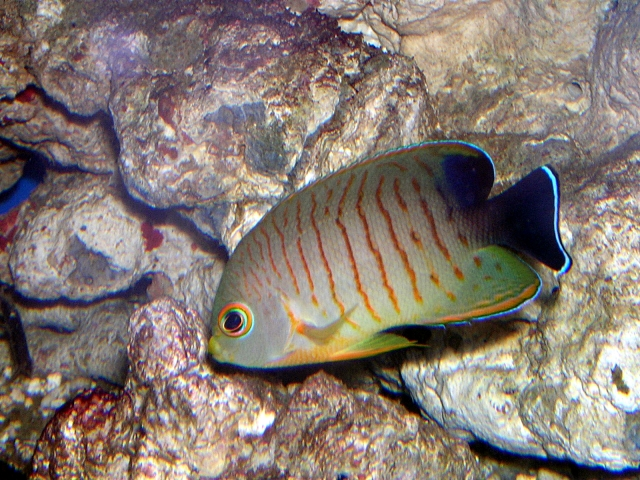
Centropyge eibli
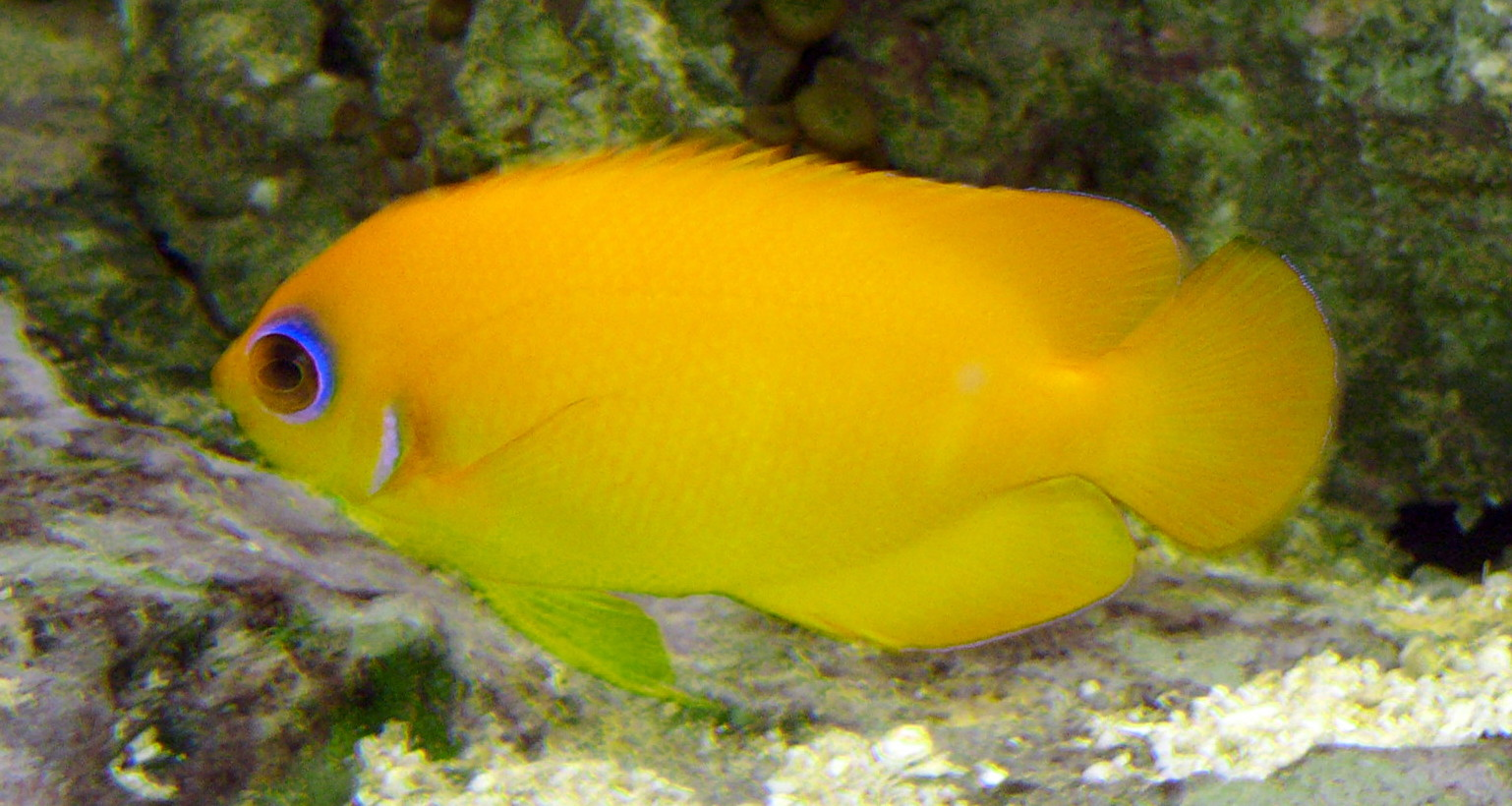
Centropyge flavissima